# نيكولاي ستاريكوف
نيكولاي ستاريكوف (بالإنجليزية: Nikolai Starikov) (و. 1970  م) هو مؤلف، وكاتب، واقتصادي، وسياسي، ومؤرخ العصر الحديث من الاتحاد السوفيتي، وروسيا، ولد في سانت بطرسبرغ.

## التعليم
تعلم في Saint Petersburg State University of Engineering and Economics ‏
.

## روابط خارجية
- نيكولاي ستاريكوف على موقع IMDb (الإنجليزية)